# Ministerul Educației și Cercetării (Republica Moldova)
Ministerul Educației și Cercetării (MEC) este unul din cele 14 ministere ale Guvernului Republicii Moldova, este organismul care coordonează sistemul de învățământ din Republica Moldova, stabilește obiectivele sistemului de învățământ în ansamblul său, precum și obiectivele educației pe niveluri și profiluri de învățământ.
Structura sistemului de învățământ din Republica Moldova  este următoarea:
- Învățământ preșcolar
- Învățământ preuniversitar
- Învățământ secundar profesional
- Învățământ special
- Învățământ mediu de specialitate
- Învățământ universitar, cercetare și doctorat

## Istoric denumiri
Ministerul Educației și Cercetării a fost înființat la 6 iunie 1990. Ulterior, pe parcursul anilor, în urma restructurărilor din cadrul Guvernului Republicii Moldova, denumirea instituției s-a modificat de mai multe ori.
- Ministerul Științei și Învățământului (1990–1994)
- Ministerul Învățământului (1994–1997); (2001–2005)
- Ministerul Învățământului, Tineretului și Sportului (1997–1998)
- Ministerul Educației și Științei (1998–2001)
- Ministerul Educației și Tineretului (2005–2009)
- Ministerul Educației (2009–2017)
- Ministerul Educației, Culturii și Cercetării (2017–2021)
- Ministerul Educației și Cercetării (2021–prezent)

## Conducere
- Ministru – Dan Perciun
- Secretar general – Nadejda Velișco
- Secretar general adjunct – Ludmila Pavlov
- Secretar de stat în domeniile cercetării și inovării – Adriana Cazacu
- Secretar de stat în domeniile învățămîntului profesional tehnic și cadrului național al calificărilor – Galina Rusu
- Secretar de stat în domeniul tineretului și sportului – Sergiu Gurin
- Secretar de stat în domeniile învățămîntului general, învățării pe tot parcursul vieții și relațiilor interetnice – Valentina Olaru

## Lista miniștrilor
| №  | Nume (naștere–deces)               | Portret                                 | Mandat             | Mandat             | Guvern                    |
| -- | ---------------------------------- | --------------------------------------- | ------------------ | ------------------ | ------------------------- |
| 1  | Nicolae Mătcaș (1940–)             |                                         | 6 iunie 1990       | 5 aprilie 1994     | Druc Muravschi Sangheli I |
| 2  | Petru Gaugaș                       |                                         | 5 aprilie 1994     | 24 ianuarie 1997   | Sangheli II               |
| 3  | Iacob Popovici (1939–2016)         |                                         | 24 ianuarie 1997   | 22 mai 1998        | Ciubuc I                  |
| 4  | Anatol Grimalschi (1951–)          |                                         | 22 mai 1998        | 21 decembrie 1999  | Ciubuc II Sturza          |
| 5  | Ion Guțu (1943–2025)               |                                         | 21 decembrie 1999  | 22 noiembrie 2000  | Braghiș                   |
| 6  | Ilie Vancea (1949–2021)            |                                         | 22 noiembrie 2000  | 26 februarie 2002  | Braghiș                   |
| 6  | Ilie Vancea (1949–2021)            | Braghiș Tarlev I                        | 22 noiembrie 2000  | 26 februarie 2002  |                           |
| 7  | Gheorghe Sima (1952–)              |                                         | 26 februarie 2002  | 2 iulie 2003       | Tarlev I                  |
| 8  | Valentin Beniuc (1956–)            |                                         | 5 august 2003      | 19 aprilie 2005    | Tarlev I                  |
| 9  | Victor Țvircun (1955–)             |                                         | 19 aprilie 2005    | 31 martie 2008     | Tarlev II                 |
| 10 | Larisa Șavga (1962–)               |                                         | 31 martie 2008     | 25 septembrie 2009 | Greceanîi I–II            |
| 11 | Leonid Bujor (1955–2021)           | Leonid Bujor (crop)                     | 25 septembrie 2009 | 14 ianuarie 2011   | Filat I                   |
| 12 | Mihail Șleahtițchi (1956–)         | FOTO Mihail Sleahtitchi                 | 14 ianuarie 2011   | 24 iulie 2012      | Filat II                  |
| 13 | Maia Sandu (1972–)                 | Maia Sandu - MUS2559 (cropped)          | 24 iulie 2012      | 30 iulie 2015      | Filat II Leancă Gaburici  |
| 14 | Corina Fusu (1959–)                | Corina Fusu (3952134958)                | 30 iulie 2015      | 30 mai 2017        | Streleț Filip             |
| 15 | Monica Babuc (1964–)               |                                         | 26 iulie 2017      | 8 iunie 2019       | Filip                     |
| 16 | Liliana Nicolaescu-Onofrei (1968–) | Liliana Nicolaescu-Onofrei in June 2019 | 8 iunie            | 14 noiembrie 2019  | Sandu                     |
| 17 | Corneliu Popovici (1970–)          |                                         | 14 noiembrie 2019  | 16 martie 2020     | Chicu                     |
| 18 | Igor Șarov (1967–)                 | Igor Șarov - oct 2020                   | 16 martie          | 9 noiembrie 2020   | Chicu                     |
| 19 | Lilia Pogolșa (1970–)              |                                         | 9 noiembrie 2020   | 6 august 2021      | Chicu                     |
| 20 | Anatolie Topală (1971–)            |                                         | 6 august 2021      | 14 iulie 2023      | Gavrilița Recean          |
| 21 | Dan Perciun (1991–)                |                                         | din 17 iulie 2023  |                    | Recean                    |